# Samir Barać
Samir Barać, hrvaški vaterpolist, * 2. november 1973, Reka, SR Hrvaška, SFRJ.
Nastopal je na poletnih olimpijskih igrah v letih 2000, 2004, 2008 in 2012. Kot kapetan ekipe je bil del hrvaške ekipe, ki je leta 2012 osvojila zlato medaljo. Igral je za klube VK Primorje Rijeka, POŠK Split, HAVK Mladost Zagreb in Brescia.